# دودو (بازیکن فوتبال، زاده ۱۹۹۸)
دومیلسون آرین دوس سانتوس (پرتغالی: Domilson aryan dos Santos؛ زادهٔ ۱۷ نوامبر ۱۹۹۸) بازیکن فوتبال اهل برزیل است که برای باشگاه فیورنتینا بازی می‌کند.